# Small Outline Rambus Inline Memory Module

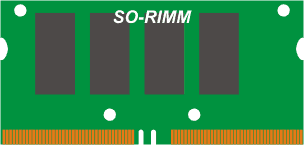
SO-RIMM

Als Small Outline Rambus Inline Memory Module (SO-RIMM) wird ein Speichermodul bezeichnet, welches auf der Rambus-Technologie basiert und speziell für Notebooks und andere tragbare Computer entwickelt wurde. Die Module sind daher wesentlich kompakter als RIMMs und haben 160 Kontakte.